# Villar de Gallimazo (kommunhuvudort)
Villar de Gallimazo är en kommunhuvudort i Spanien.   Den ligger i provinsen Provincia de Salamanca och regionen Kastilien och Leon, i den centrala delen av landet, 150 km väster om huvudstaden Madrid. Villar de Gallimazo ligger 859 meter över havet och antalet invånare är 186.
Terrängen runt Villar de Gallimazo är platt. Runt Villar de Gallimazo är det ganska glesbefolkat, med 27 invånare per kvadratkilometer. Närmaste större samhälle är Peñaranda de Bracamonte, 9,4 km sydost om Villar de Gallimazo. Trakten runt Villar de Gallimazo består till största delen av jordbruksmark.